# بيت فرج (الرجم)

تعديل مصدري - تعديل

بيت فرج هي إحدى قرى عزلة البشاري بمديرية الرجم التابعة لمحافظة المحويت، بلغ تعداد سكانها 225 نسمة حسب تعداد اليمن لعام 2004.